# Đại Trung Hoa

Các quốc gia được coi như một phần của thế giới Hoa ngữ, được hiển thị bằng màu vàng

Đại Trung Hoa hoặc Đại Trung Quốc là một khu vực địa lý không chính thức có chung mối liên hệ về kinh tế và văn hoá với người Hán, thường bao gồm Trung Quốc đại lục, Hồng Kông, Ma Cao và Đài Loan ở Đông Á, và đôi khi cũng bao gồm Singapore. Là một "cụm từ của hiện tại" nên ý nghĩa chính xác của nó không hoàn toàn rõ ràng, và người ta có thể sử dụng nó chỉ cho các mối quan hệ thương mại, chỉ cho những hoạt động văn hoá, hoặc thậm chí là một uyển ngữ cho tình trạng Hai nước Trung Quốc, trong khi những người khác có thể sử dụng từ này cho sự kết hợp của cả ba thứ trên.

## Lịch sử

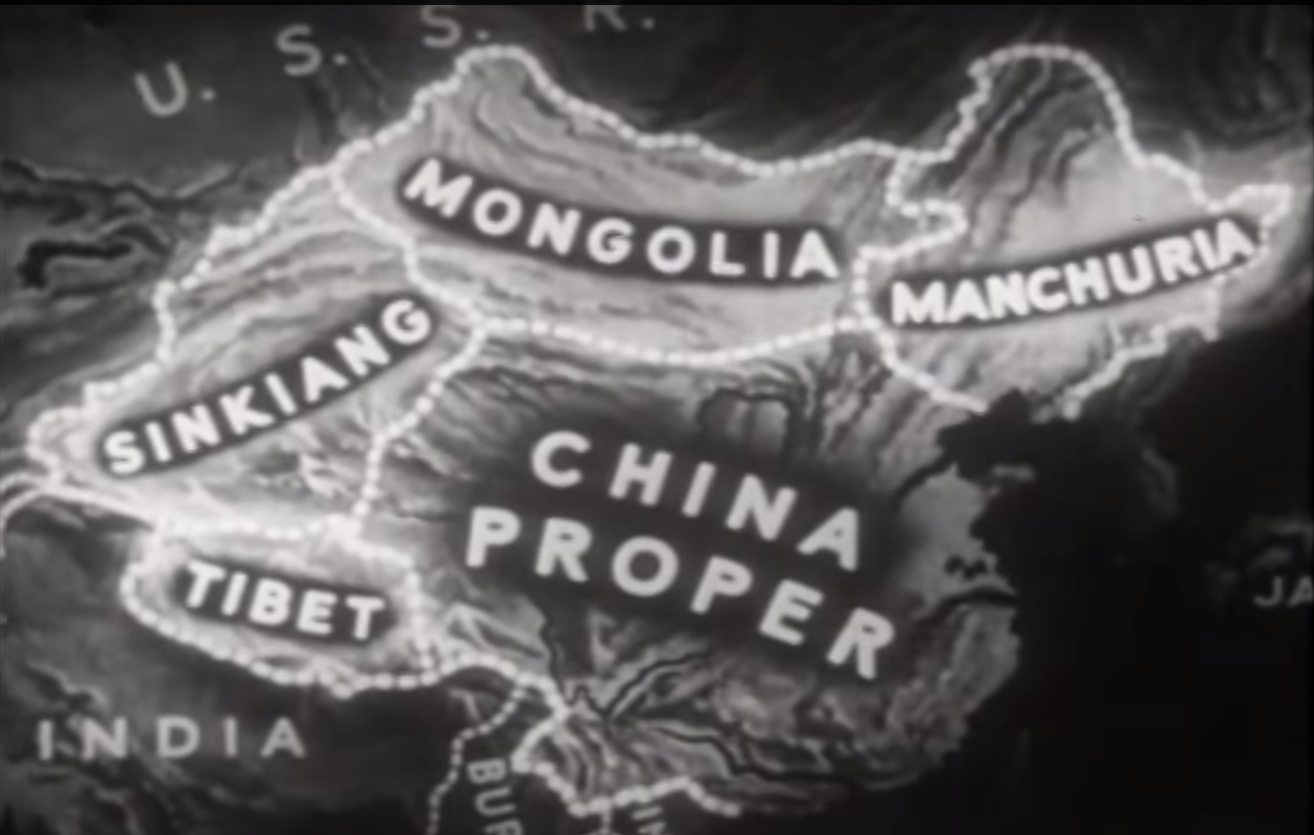
Bản đồ "Trung Quốc" trong bộ phim tuyên truyền của Mỹ The Battle of China năm 1944, cho thấy các vùng lãnh thổ của Trung Hoa Dân Quốc: Trung Quốc bản thổ, Mãn Châu, Mông Cổ, Tân Cương và Tây Tạng.

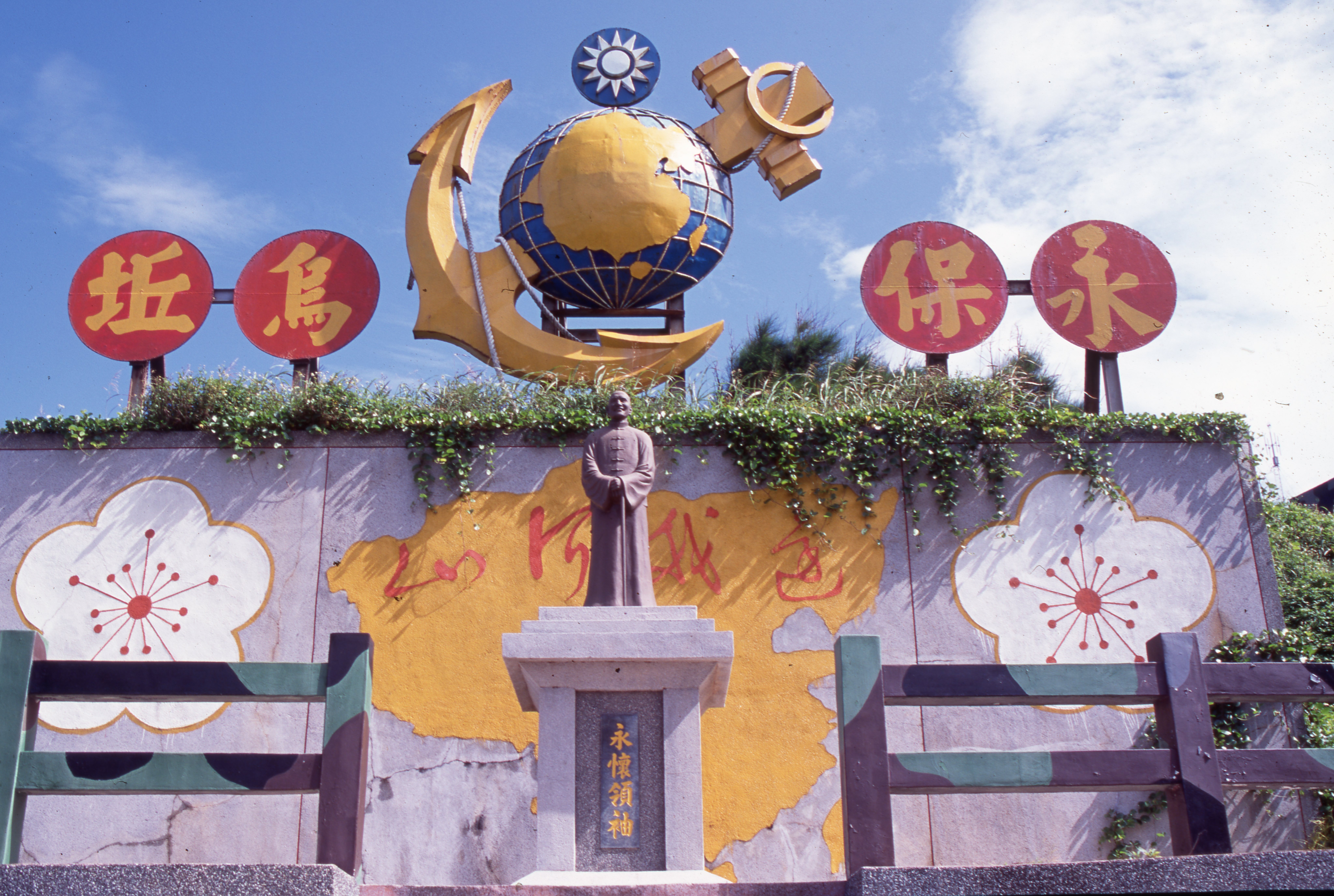
Mô tả các vùng lãnh thổ mà Trung Hoa Dân Quốc tuyên bố chủ quyền trong tượng đài Tưởng Giới Thạch ở Ô Khâu, Kim Môn

Thuật ngữ này đã được sử dụng trong một thời gian dài, nhưng với phạm vi và nội hàm khác nhau.
Vào những năm 1930, George Cressey sử dụng nó để chỉ toàn bộ Đế quốc Trung Quốc, trái ngược với từ chỉ Trung Quốc bản thổ. Được Hoa Kỳ sử dụng trên các bản đồ của chính phủ trong những năm 1940 như một thuật ngữ chính trị bao gồm các lãnh thổ mà Trung Hoa Dân Quốc tuyên bố chủ quyền là một phần của đế quốc trước đó, hoặc về mặt địa lý để chỉ các đặc điểm địa hình liên quan đến Trung Quốc có thể có hoặc không hoàn toàn nằm trong biên giới chính trị Trung Quốc.
Khái niệm này bắt đầu xuất hiện trở lại trong các nguồn bằng tiếng Trung vào cuối những năm 1970, đề cập đến mối quan hệ thương mại ngày càng tăng giữa đại lục và Hồng Kông, với khả năng mở rộng những điều này sang Đài Loan, có lẽ tài liệu tham khảo đầu tiên như vậy là trên một tạp chí Đài Loan Changqiao vào năm 1979.
Thuật ngữ tiếng Anh sau đó tái xuất hiện vào những năm 1980 để chỉ mối quan hệ kinh tế ngày càng tăng giữa các khu vực cũng như khả năng thống nhất chính trị. Nó không phải là một thực thể được thể chế hóa như EU, ASEAN hoặc AU. Khái niệm này là sự khái quát để nhóm một số thị trường được coi là liên kết chặt chẽ về mặt kinh tế và không ngụ ý chủ quyền. Khái niệm này không phải lúc nào cũng bao gồm Đài Loan, chẳng hạn như Cisco sử dụng "Trung Quốc và Đài Loan" để chỉ thị trường.